# Surströmmingsakademien
SurströmmingsAkademien är en organisation som bildades på Ulvön den 26 augusti 1999 med syfte att bibehålla surströmmingskulturen och främja dess utveckling. 
SurströmmingsAkademien främjar internationella kontakter, forskar, informerar, bygger nätverk och administrerar SurströmmingsSällskapet.
De samarbetar med Surströmming Universitetet, organisationer, grupper och företag.
Finansiering sker via medlemsavgifter och mecenater.